# Shirō Kikuhara
Shirō Kikuhara (菊原 志郎?, Kikuhara Shirō; Prefettura di Kanagawa, 7 luglio 1969) è un ex calciatore giapponese, di ruolo centrocampista.

## Palmarès
- Japan Soccer League: 3

Yomiuri: 1986-87, 1990-91, 1991-92
- Coppa dell'Imperatore: 2

Yomiuri: 1986, 1987
- Japan Soccer League Cup: 2

Yomiuri: 1985, 1991
- Campionato d'Asia per club: 1

Yomiuri: 1987
- J. League: 1

Verdy Kawasaki: 1993
- Coppa Yamazaki Nabisco: 2

Verdy Kawasaki: 1992, 1993